# Hospital Universitario Reina Sofía
El Hospital Universitario Reina Sofía (HURS) es un complejo hospitalario gestionado por el Servicio Andaluz de Salud, ubicado en la ciudad española de Córdoba. Fue inaugurado el 3 de abril de 1976 y el servicio de Pediatría fue el primero en instaurarse con el Dr Domingo García Pérez a la cabeza, y desde entonces se ha ido ampliando hasta convertirse actualmente en uno de los grandes complejos sanitarios de la sanidad pública andaluza. 
Es uno de los seis hospitales regionales de Andalucía, es decir, uno de los hospitales de mayor rango dentro del Sistema Sanitario Público Andaluz. 
Su programa de trasplantes de órganos es líder a nivel nacional.
La Universidad de Córdoba es la institución académica afiliada al complejo hospitalario. 

## Área de influencia
Dentro del Sistema Sanitario Público de Andalucía, está catalogado como Hospital Regional y como tal cubre la atención médica especializada en tres niveles de influencia:
- En un primer nivel atiende a los municipios de Córdoba, Obejo, Adamuz, Villafranca de Córdoba, Pedro Abad, Castro del Río, Espejo, Montoro, Villa del Río, Bujalance, Cañete de las Torres, Valenzuela, La Carlota, Fuente Palmera, Palma del Río, Almodóvar del Río, Posadas, Hornachuelos, Villaviciosa de Córdoba, Villaharta y Peñaflor de la provincia de Sevilla. El total de población atendida en este nivel ascendía en 2006 a 458&n bsp;652 habitantes.
- En un segundo nivel actúa como referencia en toda la provincia de Córdoba, lo que supone un incremento de población atendida de 329 635 habitantes.
- En un tercer nivel llega hasta la provincia de Jaén, que supone una población de 662.75 habitantes, siendo por tanto la población total atendida de 1 451 038 habitantes.[2]

## Centros sanitarios

### Hospitales
El complejo hospitalario comprende los siguientes centros:

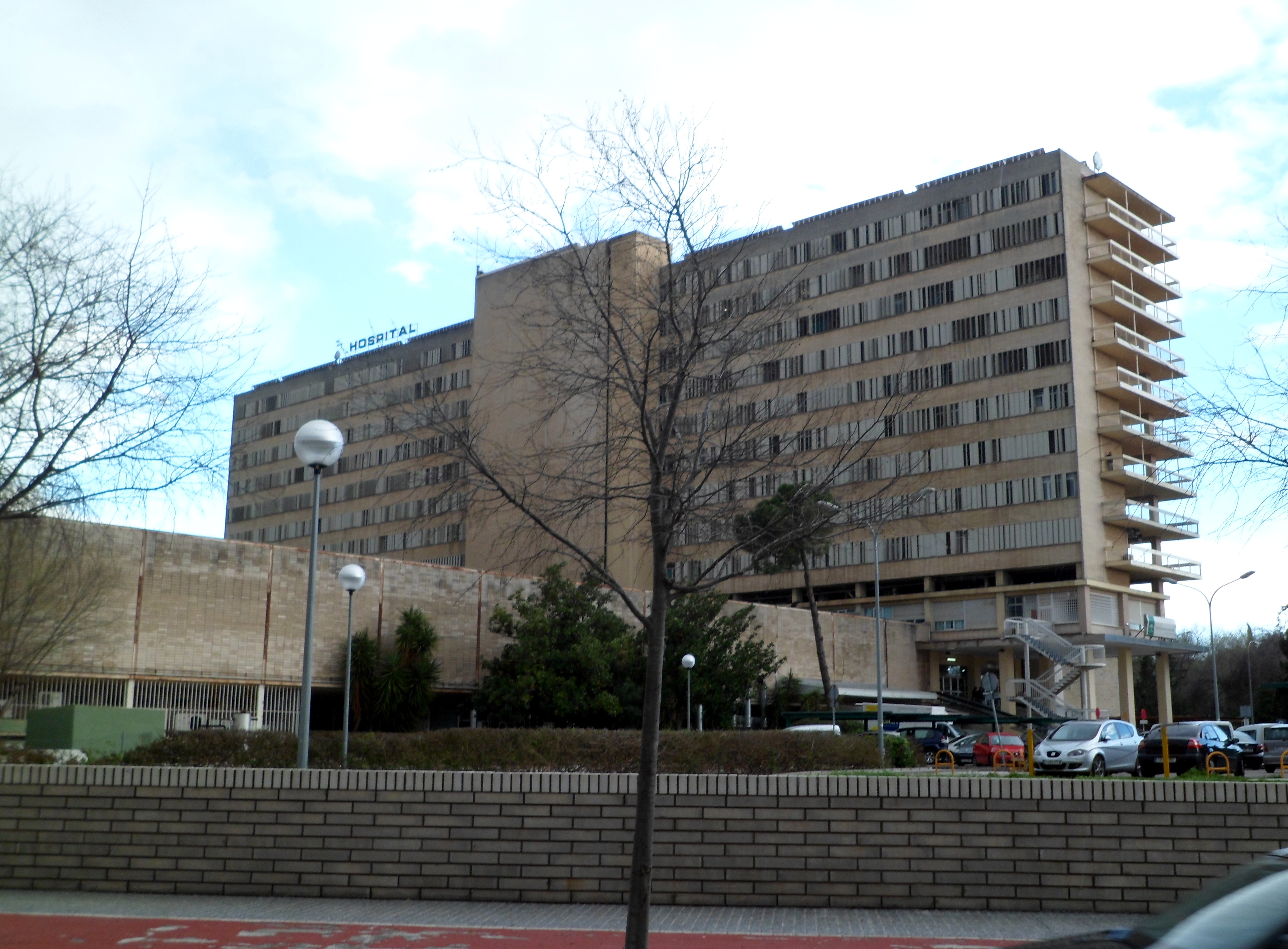
Edificio del Hospital Provincial.

- Hospital General
- Hospital Materno-Infantil
- Hospital Los Morales
- Hospital Provincial
- Hospital Palma del Río

### Centros de consultas externas
- C.P.E. Carlos Castilla del Pino
- Edificio Consultas Externas Reina Sofía

### Centros de salud mental
- Comunidad Terapéutica de Salud Mental Reina Sofía
- Unidad de Hospitalización de Salud Mental Reina Sofía
- Unidad de Rehabilitación de Salud Mental Reina Sofía
- Unidad de Salud Mental Comunitaria Córdoba Centro
- Unidad de Salud Mental Comunitaria Córdoba Sur
- Unidad de Salud Mental Comunitaria Montilla
- Unidad de Salud Mental Comunitaria Montoro
- Unidad de Salud Mental Comunitaria Palma del Río
- Unidad de Salud Mental Infantojuvenil Reina Sofía

### Centros de diálisis
- Centro Periférico de Diálisis Reina Sofía
- Hospital Reina Sofía - Nefrología

## Especialidades
Como hospital regional, su cartera de servicios abarca todas las especialidades médicas ofrecidas por el Sistema Nacional de Salud. 
| - Alergología - Análisis Clínicos - Anatomía Patológica - Anestesiología y Reanimación - Aparato digestivo - Cardiología - Cirugía cardiovascular - Cirugía general y del aparato digestivo - Cirugía maxilofacial - Cirugía pediátrica - Cirugía plástica - Cirugía torácica - Dermatología - Endocrinología - Farmacia | - Física y Protección Radiológica - Geriatría - Ginecología - Hematología - Infecciosos - Inmunología - Medicina interna - Medicina nuclear - Medicina preventiva - Microbiología - Nefrología - Neumología - Neurocirugía - Neurofisiología Clínica - Obstetricia y Ginecología - Oftalmología | - Oncología médica - Oncología radioterápica - Otorrinolaringología - Pediatría, Críticos y Urgencias - Radiodiagnóstico - Rehabilitación - Reumatología - Salud mental - Traumatología y Ortopedia - Unidad Funcional de Urgencias - Urología |

## Datos básicos de funcionamiento (2006)
Personal
- Facultativos: 664.
- Personal sanitario no facultativo: 2.709.
- Personal no sanitario: 1.457.
- Personal en formación 305

Infraestructura
- Unidades clínicas: 9.
- Camas instaladas: 1302.
- Quirófanos: 31.
- Consultas:163

Equipamiento
- Salas Rayos X: 19.
- Ecógrafos: 42.
- Salas de hemodinámica: 2.
- TAC: 3.
- RNM: 2.
- Bomba de cobalto: 1.
- Gammacámaras: 1

Actividad
- Ingresos: 43 186.
- Estancias: 375 230.
- Urgencias: 186 582.
- Consultas: 730 464.
- Hospital de día. 40 034

Intervenciones quirúrgicas
- Programadas: 12 764.
- Urgentes: 4360.
- Ambulatorias: 6625
- Partos vaginales: 3401

Trasplantes
- Córneas: 42.
- Riñón. 58.
- corazón. 17.
- Hígado. 43.
- Pulmón. 22.
- Páncreas 20[4]